# Le Fréty
Le Fréty ist eine französische Gemeinde mit 61 Einwohnern (Stand 1. Januar 2022) im Département Ardennes in der Region Grand Est (vor 2016 Champagne-Ardenne). Sie gehört zum Arrondissement Charleville-Mézières, zum Kanton Signy-l’Abbaye und zum Gemeindeverband Ardennes Thiérache.

## Geographie
Die Gemeinde liegt im 2011 gegründeten Regionalen Naturpark Ardennen. Umgeben wird Le Fréty von den Nachbargemeinden Blanchefosse-et-Bay im Norden, La Férée im Nordosten, Saint-Jean-aux-Bois im Südosten, Rocquigny im Süden sowie Résigny im Westen.

## Bevölkerungsentwicklung
| Jahr                       | 1962 | 1968 | 1975 | 1982 | 1990 | 1999 | 2006 | 2011 | 2019 |
| Einwohner                  | 107  | 104  | 72   | 77   | 72   | 71   | 73   | 67   | 54   |
| Quellen: Cassini und INSEE |      |      |      |      |      |      |      |      |      |

## Sehenswürdigkeiten
- Kirche Saint-Gorgon